# Коронавірусна хвороба 2019 у Намібії
Спалах коронавірусної хвороби 2019 у Намібії — це поширення пандемії коронавірусної хвороби 2019 на територію Намібії. Перший випадок хвороби в країні зареєстровано 14 березня 2020 року в столиці країни Віндгуку в подружжя з Румунії, які одужали на 79 день після встановлення їм діагнозу.
17 березня президент країни Хаге Гейнгоб запровадив у країні надзвичайний стан, та запровадив такі заходи, як закриття всіх кордонів, призупинення громадських заходів, та заходи для покращення економіки. Міністерство охорони здоров'я та соціальних служб також створило групу з надзвичайних ситуацій, яка працює цілодобово та без вихідних, яка повинна посилити нагляд за поширенням коронавірусної хвороби у країні, особливо на кордонах Намібії. 28 березня 2020 року в країні введено локдаун.
З 6 квітня до 20 травня 2020 року не повідомлялося про нові інфікування, проте після цього періоду спостерігалося помітне збільшення випадків хвороби, ймовірно унаслідок місцевої передачі вірусу. Другий і швидший зріст кількості випадків хвороби розпочався в липні 2020 року після послаблення карантинних обмежень у кількох регіонах. На 116 день після реєстрації першого випадку коронавірусної хвороби в країні в Намібії зареєстровано першу смерть від коронавірусної хвороби.
31 липня міністр охорони здоров'я оголосив про пом'якшення карантинних протоколів, що призведе до більш швидкої реєстрації одужання. Хворі з позитивним результатом тестування на COVID-19 автоматично вважатимуться одужалими через 10 днів після інфікування, у тому випадку, якщо в них більше немає симптомів хвороби. За словами міністра, доведено, що людина може мати позитивний тест на COVID-19 ще протягом тривалого часу після зникнення симптомів хвороби. Проте це не означає, що ця особа все ще є інфікованою або може інфікувати інших осіб.
Станом на вересень 2020 року Намібія входила до числа 18 країн із найбільшою кількістю випадків захворювання на COVID-19 в Африці. Хоча найбільша кількість випадків хвороби в країні та кількість померлих від коронавірусної хвороби зареєстрована в області Еронго, проте в області Кхомас розпочалась висока місцева передача вірусу, внаслідок чого кількість хворих у цій області зросла в геометричній прогресії, та зрівнялась з кількістю хворих в Еронго. У середині вересня більшість карантинних обмежень були зняті після значного зменшення кількості випадків за день.

## Хронологія

### Березень 2020 року
14 березня Намібія повідомила про свої перші випадки COVID-19, спричинені вірусом SARS-CoV-2. Ними стали подружня пара з Румунії, які прибули до Намібії 11 березня з Іспанії через Катар. Після прибуття до країни їх перевіряли на наявність симптомів хвороби в міжнародному аеропорту Осія Кутако, проте симптомів не виявили. Подружжя звернулось до приватного медичного закладу у Кляйн-Віндгуку із симптомами, подібними до грипу, після чого їх скерували на тестування. На той час у Намібії не було можливості тестування на COVID-19, тому тести довелося відправляти до ПАР. Результати цих тестів повернулись 14 березня, та вперше оголошені міністром охорони здоров'я та соціальних служб країни.
19 березня підтверджено третій випадок коронавірусної хвороби в країні. Ним став 61-річний громадянин Німеччини, який прибув до Намібії 13 березня, пройшов тестування, унаслідок якого виявився позитивний результат на COVID-19.
23 березня в країні виявлено четвертий позитивний результат на коронавірус. Ним виявився 19-річний чоловік, який нещодавно повернувся з Лондона, тобто й цей випадок хвороби, як і три перші, був завезений з-за кордону. Хворого відправили на карантин, та наказали йому знаходитись на самоізоляції.
На 24 березня 2020 року загальна кількість випадків хвороби в країні досягла 6 після підтвердження ще двох випадків. У намібійського пілот 44 років та студента, який навчався в Університеті Вітватерсранда в ПАР, позитивні результати тестувань виявлені під час карантину. Незважаючи на те, що 21-річний студент мав негативний результат тестування при від'їзді з ПАР, йому знову провели тестування в Намібії, та відправили на карантин відповідно до плану реагування на виявлення особливо небезпечної інфекції.
29 березня підтверджено нові випадки, завезені з-за кордону. 2 особи, 35-річна жінка та 69-річний чоловік, повернулись з ПАР, а ще одна 33-річна жінка повернулася з Дубаю. Усі нові хворі направлені до ізоляторів.
На кінець березня загальна кількість випадків у країні досягла 11, причому всі нові випадки були завезені з-за меж країни.

### Квітень 2020 року
1 квітня підтверджено 2 нових випадки хвороби, загальна кількість випадків у країні зросла до 13.
2 квітня зареєстровано 14 нових випадків хвороби.
5 квітня 2020 року виявлено ще 2 випадки хвороби. Ними виявилися 2 чоловіки — 31-річний студент та 46-річний лікар-терапевт, у яких виявили позитивний результат тесту на коронавірус. Загальний стан обох хворих розцінювався як задовільний.
З 6 квітня до 20 травня 2020 року нових випадків хвороби в країні не зареєстровано, загальна кількість випадків залишилася на рівні 16.

### Травень 2020 року
21 травня міністерство охорони здоров'я та соціальних служб країни повідомило про 2 нових випадки хвороби. Обидва випадки прибули з ПАР, та не мали виражених симптомів хвороби. На цей день у країні зареєстровано 18 випадків хвороби.
22 травня зареєстровано ще один випадок хвороби, загальна кількість випадків зросла до 19. Як і в більшості інших випадків, цей хворий також прибув з ПАР.
24 травня у місті Волфіш-Бей виявлено два нових випадки хвороби. Один з нових хворих знаходився на карантині, а другий звернувся за допомогою до державної лікарні.
До 27 травня в країні зареєстровано 22 випадки хвороби, всі нові випадки інфікувались за кордоном та виявлені під час карантину. Останній 22-ий випадок хвороби виявлено 27 травня у хворого, який перебував у важкому стані.
31 травня повідомлено про новий випадок хвороби у 51-річного чоловіка, який прибув до країни на тому самому судні, що і хворий за № 22. Загалом у країні на той день зареєстровано 24 випадки хвороби.

### Червень 2020 року
1 червня кількість випадків хвороби в країні зросла до 25, після того як медичний працівник, який їздив до ПАР, повернувся та отримав позитивні результати тестування після направлення в карантин. Румунське подружжя, яке стало першими двома випадками в Намібії, одужало за 79 днів після встановлення їм діагнозу.
6 червня в країні зареєстровано 6 нових випадків хвороби. Ці випадки зареєстровані у 3 студентів, які разом їздили до ПАР, та 1 випадок, який, імовірно, не пов'язаний з виїздом за межі країни, оскільки він найімовірніше інфікувався в лікарні.
13 червня 2020 року міністр охорони здоров'я та соціальних служб країни повідомив про виявлення ще одного випадку хвороби, унаслідок чого загальна кількість випадків хвороби зросла до 32. Ним стала 31-річна жінка, яка звернулася до медичного закладу з грипоподібними симптомами. За даними міністра, вона до цього не виїздила з країни.
16 червня в країні загалом зареєстровано 34 випадки хвороби, за добу в країні виявлено 2 нових випадки хвороби. Один випадок нещодавно відвідував ПАР, а другий контактував із хворим № 32.
17—18 червня в країні зареєстровано 5 нових випадків хвороби, унаслідок чого загальна кількість випадків у країні зросла до 39. Хворий № 35 — чоловік, мешканець міста Волфіш-Бей, який не виїздив за межі країни, тоді як хворий № 36 був громадянином Малаві, який знаходився на карантині з 5 червня 2020 року. Обидва хворих перебували в задовільному стані. Випадок № 37 зареєстрований у студента з Волфіш-Бея, у якого з 12 червня з'явились симптоми COVID-19. Випадок № 38 зареєстрований у студентки, яка навчалась в Англії, та повернулась на батьківщину 4 червня 2020 року. Спочатку її тест на коронавірус був негативним, проте безпосередньо перед випискою з карантину 17 червня 2020 року у неї підтверджено позитивний результат тесту. Випадок № 39 зареєстрований у жінки з Свакопмунда, яка не виїздила з країни та не мала контакту з підтвердженим випадком хвороби. Всі троє цих хворих перебували в ізоляторах у стабільному стані.
19 червня в країні зареєстровано 6 нових випадків хвороби. Перший випадок зареєстрований у 45-річного моряка, жителя району Волфіш-Бея Куйсебмунд. Він тривалий час не виїздив з країни і не відомо, чи він контактував із підтвердженим випадком. Усі 5 інших випадків походять з іншого району Волфіш-Бея, і є результатом кластерної передачі унаслідок тісного спілкування. Вік інфікованих коливався від 10-річної дівчинки до 40-річного чоловіка. Останні 5 випадків були результатом контакту з хворою № 32, яка була інфікована 13 червня 2020 року. Усі 5 хворих відправлені на ізоляцію відразу після підтвердження їх контакту з підтвердженим випадком хвороби.
20 червня зареєстровано 46-й випадок коронавірусної хвороби в країні, який виявлений у 31-річної жінки з ПАР. Після прибуття до країни її направили в обов'язковий карантин, та отримали позитивний результат під час планового тестування.
21 червня за добу виявлено 9 нових випадків хвороби. 7 із 9 випадків виявлені в районі Волфіш-Бея Куйсебмунд. Серед цих 7 випадків були як 2-річна дівчинка, так і 51-річна жінка. Три цих випадки пов'язані родинними стосунками з хворим № 35. Інші два випадки були виявлені під час карантину в осіб, які прибули з Індії та ПАР, та перебували у ізоляції, що дає підстави вважати ці випадки завезеними до країни.
8 нових випадків виявлено 22 червня 2020 року. 7 випадків виявлено у Волфіш-Бей; 5 з них виявлені в районі Куйсебмунд. Ще один випадок виявлено в Свакопмунді в процесі обстеження контактів попередніх хворих. 4 з цих випадків були контактними з хворим № 37, а один з них контактним з хворим № 35. Інші 3 випадки не контактували з підтвердженим випадком хвороби, та були виявлені в рамках активного пошуку хворих у регіоні Еронго.
23 червня в країні зареєстровано 9 нових випадків. 8 з них зареєстровані в районі міста Волфіш-Бей Куйсебмунді, два з яких контактували з хворими № 35, тоді як інші 6 випадків не мали контакту з підтвердженими випадками хвороби. Останнім випадком був водій вантажівки з ПАР.
24 червня повідомлено про 4 завезених до країни випадки хвороби. 3 випадки повернулись з Індії, а ще один з ПАР. Після підтвердження позитивного результату тестування всіх їх відправили на карантин.
25 червня виявлено 26 нових випадків хвороби. 2 випадки зареєстровані в Свакопмунді, в тому числі 6-річний хлопчик. 22 випадки зареєстровані у Волфіш-Бей, 15 з яких мали контакт із підтвердженим випадком хвороби, та 7 осіб, які не мали контакту з хворими. Ще 2 випадки були виявлені в карантині в осіб, які прибули з ПАР та Індії. Серед 26 нових випадків було 17 жінок віком від 25 до 80 років. 7 чоловіків віком від 39 років до 56 років мали позитивні результати тестування.
26 червня виявлено 19 нових випадків хвороби. 18 випадків виявлено у Волфіш-Бей, де спостерігався кластерний спалах коронавірусної хвороби, ще один випадок зареєстрований у 5-річного громадянина Індії, який отримав позитивні результати під час перебування карантині. 12 випадків з Волфіш-Бей контактували з підтвердженим випадком хвороби, 6 не контакували з хворими. 11 хворих на час тестування мали симптоми хвороби.
27 червня виявлено 15 нових випадків хвороби. Усі хворі були з Волфіш-Бей, та знаходились у задовільному стані. 8 з нових хворих не контактували з підтвердженим випадком хвороби, 7 з нових випадків близько контактували з підтвердженими випадками хвороби. Випадки зареєстровані в 4 чоловіків та 11 жінок віком від 8 до 64 років.
28 червня загальна кількість випадків хвороби зросла до 183 випадків після виявлення 47 нових випадків. Усі випадки виявлені в місті Волфіш Бей. 28 з них контактували з підтвердженими випадками хвороби в місті, 24 з них мали симптомами хвороби на момент тестування. Серед хворих були 6-річний хлопчик та 82-річну жінка. 30 із 47 випадків були жінками.
29 червня зареєстровано 13 нових випадків хвороби 8 випадків зареєстровано у Волфіш-Бей, 3 випадки зареєстровано в області Гардап, по одному випадку зареєстровано в регіонах Ошана та Замбезі.
30 червня міністерство охорони здоров'я повідомило про 9 нових випадків захворювання. 8 з них зареєстровані у Волфіш-Бей, а інші в області Ошана. 5 з них контактували з підтвердженими випадками хвороби, а 6 хворих виявлені після появив них симптомів хвороби. На кінець червня кількість випадків зросла до 205.

### Липень 2020 року
1 липня в країні зареєстровано 80 нових випадків хвороби. 78 з них виявлено у Волфіш-Бей, а 2 виявлені в карантинних установах. З 80 випадків 54 були чоловіками (68 %), а 26 жінками (33 %). Наймолодший серед хворих мав вік 1 рік, а найстарший мав 61 рік. На той час усі нові випадки перебували в задовільному стані. Міністерство охорони здоров'я також повідомило, що існує значне відставання обробки тестів через збільшення кількості проведених тестів.
2 липня в країні виявлено 8 нових випадків хвороби, всі з них виявлені в місті Волфіш-Бей. Серед нових хворих 4 чоловіки та 4 жінки. Лише 4 з 8 контактували з підтвердженими випадками хвороби. Усі з цих хворих перебували в задовільному стані.
3 липня в країні виявлено 56 нових випадків хвороби. 54 виявлені у Волфіш-Бей, а 2 у столиці країни Віндгуку. З 56 нових випадків 39 виявлено в жінок (68 %), а інші 32 % у чоловіків. 29 випадків контактували з підтвердженим випадком хвороби. Наймолодшим з нових хворих була 2-місячна дитина. Міністерство охорони здоров'я також подякувало лабораторному центру за тестування 592 тестів за 24 години — найвищий показник на той день. Це відбувалось після того, як було повідомлено про майже тижневе відставання в отриманні результатів тестувань.
4 липня в країні зареєстровано 26 нових випадків хвороби. Один з випадків зареєстровано в новонародженим з Віндгука, а інші 25 випадків зареєстровані у Волфіш-Бей. З нових 18 зареєстровані в жінок та 7 у чоловіків. З 26 нових випадків 11 контактували з підтвердженими випадками хвороби. Згідно цього повідомлення, усі випадки перебувають у задовільному стані.
5 липня зареєстровано 38 нових випадків хвороби, загальна кількості випадків зросла до 412. 27 з нових випадків зареєстровано у Волвіш-Бей, а 1 з регіону Огангвена. 22 випадки із 38 зареєстровані в жінок, а 16 у чоловіків. Усі нові хворі перебували в задовільному стані або стані середньої важкості.
6 липня міністерство охорони здоров'я повідомило про виявлення 73 нових випадків хвороби. Один випадок зареєстровано у Віндгуку, а інші 72 у Волфіш-Бей. 37 нових випадків зареєстровано в жінок та 36 у чоловіків, наймолодший хворий мав 5 років. Усі нові хворі перебували в задовільному стані.
7 липня зареєстровано 54 нових випадки хворобі. Усі вони виявлені в місті Волфіш-Бей. 35 із цих випадків були жінками. Усі нові хворі перебували в задовільному стані.
8 липня зареєстровано 55 нових випадків хвороби. 53 виявлені в місті Волфіш-Бей; більшість з яких є моряками, а 2 у Віндгуку. Намібійський водій вантажівки, в якого позитивний результат тестування виявлено в Ботсвані, направлений до ізолятора в місті Гобабіс. Проте цей випадок не вважається зареєстрованим у Намібії. 3 липня було оголошено про інфікування коронавірусом новонародженої дитини. Цей випадок був знята з реєстрації 8 липня, оскільки він помилково встановлений як позитивний. Позитивний результат, найімовірніше, був пов'язаний із забрудненням біоматеріалу після забору.
9 липня зареєстровано 22 нових випадки хвороби. 21 із 22 випадків були громадянами Намібії. Випадки зареєстровані в регіоні Еронго (20), регіоні Ошана (1) та регіоні Карас (1). Усі нові хворі перебували в задовільному стані.
10 липня повідомлено про виявлення 52 нових випадків хвороби (49 з Волфіш-Бей, 1 з Ошакаті та 2 з Окаханджі). Того ж дня також повідомлено про першу смерть у Намібії від COVID-19. Повідомлено, що всі нові хворі знаходились у задовільному стані. Пізніше повідомлено про ще один випадок — випадок померлого хворого, який не був включений до попередніх випадків.
11 липня міністерство охорони здоров'я повідомило про виявлення 45 нових випадків хвороби. 42 з них були з міста Волфіш-Бей, 2 із Свакопмунда та 1 з Людеріца. Повідомлено, що всі нові хворі перебували в задовільному стані.
12 липня зареєстровано 72 нових випадків хвороби. Згідно повідомлення міністра охорони здоров'я, 68 нових випадків були з Волфіш-Бей, у Свакопмунді, Енгелі, Кітмансхупі та Ошакаті виявлено по 1 випадку хвороби. Повідомлялося, що всі хворі перебували в задовільному стані.
13 липня зареєстровано 76 нових випадків хвороби. 73 нових випадки виявлені у Волфіш-Бей, 2 у Віндгуку, та 1 в Кітмансхупі.
14 липня зареєстровано лише 3 нові випадки хвороби. Один із нових випадків помер. Всі троє нових хворих були з Волфіш-Бей в регіоні Еронго.
15 липня в країні зареєстровано 96 нових випадків хвороби. Один з нових хворих був південноафриканцем, а решта — намібійцями, 2 хворих з Кітмансхупа, 2 з Карасбурга, 1 з Віндгука та 90 хворих з Волфіш-Бей.
16 липня у країні був досягнутий рівень в 1000 випадків хвороби після повідомлення про 72 нових випадки хвороби — 1 з Віндгука, 1 з Катіма-Муліло (яка відвідувала Волфіш-Бей), 2 із Свакопмунда, та 68 із Волфіш-Бей. Випадок із з Віндгука потребував госпіталізації до лікарні.
17 липня в країні зареєстровано 46 нових випадків хвороби. Лише 1 з них не був громадянином Намібії. 50 % з нових хворих були чоловіками. 3 нові випадки зареєстровано у Віндгуку, 2 в Свакопмунді, 1 в Кітмансхупі, інші 40 у Волфіш-Бей.
18 липня виявлено 125 нових випадків хвороби. 118 нових випадків зареєстровано у Волфіш-Бей, а інші 7 зареєстровані у Віндгуку (1), Свакопмунді (2), Кітмансхупі (2, обидва не були громадянами Намібії), Людеріці та Енгелі (по 1). Більшість нових випадків (70 %) були чоловіками.
19 липня зареєстровано 44 нових випадків хвороби, у цей день помер ще один хворий. 6 із 44 нових випадків були іноземними громадянами, моряками з риболовецького судна. Решта випадків зареєстровані в регіоні Еронго: 2 в Свакопмунді та 36 у Волфіш-Бей.
20 липня в країні зареєстровано 97 нових випадків хвороби, у цей день помер один хворий. Також повідомлено, що 13 хворих на території країни перебувають у важкому стані. 90 з нових хворих зареєстровані у Волфіш-Бей, 3 у Свакопмунді, 2 в Енгелі, та по 1 в Утапі та Катіма-Муліло. Серед хворих було 3 медичних працівники. 81 із 97 випадків були чоловіками.
21 липня виявлено 22 нові випадки хвороби. 21 з них зареєстровані в регіоні Еронго, ще один випадок у Віндгуку. 17 з нових хворих були чоловіками.
22 липня загальна кількість випадків хвороби зросла до 1402, виявлено 36 нових випадків хвороби. 32 випадки виявлені в регіоні Еронго, 3 у Віндгуку, та 1 у Людеріці.
23 липня в країні виявлено 120 нових випадків хвороби. 111 з них зареєстровані в регіоні Еронго, 7 в регіоні Кхомас, та по 1 в регіонах Карас та Замбезі.
24 липня в країні зареєстровано 96 нових випадків хвороби. 79 випадків зареєстровані в регіоні Еронго, 10 у столиці країни Віндгуку.
25 липня в країні зареєстровано 69 нових випадків хвороби. 26 липня в країні зареєстровано 88 нових випадків хвороби та одна смерть. Більшість з них зареєстровані у Волфіш-Бей, однак деякі випадки зареєстровані у Віндгуку, що спричинило занепокоєння можливістю місцевої передачі вірусу. Міністр охорони здоров'я та соціальних служб країни Калумбі Шангула спростував ці побоювання, та назвав ці випадки «спорадичною передачею».
27 липня зареєстровано 68 нових випадків хвороби. 60 з них зареєстровано у Волфіш-Бей. 28 липня в країні зареєстровано 74 нові випадки хвороби.
29 липня в країні зареєстровано 69 нових випадків хвороби. 59 зареєстровано в регіон Еронго, 8 у Кхомасі, та по 1 в Гардапу та Охангвені.
30 липня в країні зареєстровано 66 випадків хвороби. На кінець липня загальна кількість випадків хвороби в країні зросла до 2129.

### Серпень 2020 року
1 серпня в країні зареєстровано 95 нових випадків хвороби. Більшість з них зареєстровані в регіоні Еронго, проте 6 випадків зареєстровано в Окаханджі в регіоні Очосондьюпа, у регіоні, де до цього реєструвалось мало випадків хвороби. 4 серпня загальна кількість випадків коронавірусної хвороби зросла до 2470. Більшість із них зареєстровані у Волфіш-Бей, однак все більше випадків реєструвалось у Віндгуку.
6 серпня кількість випадків хвороби зросла до 2652. Випадки переважно реєструвались у регіоні Еронго, проте випадки реєструвались і в інших частинах країни, особливо в північних районах та столиці країни Віндгуку.
За тиждень загальна кількість випадків хвороби збільшилась майже на 1000 нових випадків, а позначки в 3 тисячі досягнуто 10 серпня. Станом на 14 серпня на території Намібії було зареєстровано 3726 випадків коронавірусної хвороби. Незважаючи на те, що більшість випадків зареєстровані у Волфіш-Бей та Свакопмунді, в обох з яких зареєстровано спалах інфекції, у столиці також зареєстровано швидке зростання кількості випадків. Під час національної медіаконференції щодо COVID-19 президент країни охарактеризував ситуацію у Віндгуку як «масова внутрішня передача вірусу».
14 серпня позитивний результат тесту на коронавірус виявлено у радника президента країни Інге Заамвані-Камві. Після цього прес-секретар президента Альфредо Тіурімо Хенгарі повідомив, що з метою запобігання поширення інфекції тест на коронавірус провели президенту Хаге Гейнгобу, який виявився негативним..
Протягом серпня продовжувалось значне зростання кількості випадків у регіоні Кхомас, у середині серпня була помічена тенденція до зниження кількості випадків у регіоні Еронго. У серпні кількість випадків у країні зросли з 2500 до майже 7500, за місяць збільшення кількості випадків склало приблизно 5000.

### Вересень 2020 року
На початку вересня в країні було зареєстровано 7692 випадків коронавірусної хвороби. Хоча кількість випадків все ще зростала в геометричній прогресії, протягом попереднього тижня спостерігалося незначне зменшення кількості нових випадків. 2 вересня в регіонах Кхомас та Еронго було зареєстровано загалом біль ніж 3400 випадків хвороби.
За період з 2 вересня по 12 вересня 2020 року у регіоні Кхомас зареєстровано 897 нових випадків хвороби, тоді як у Еронго було лише 181 новий випадок. У регіоні Карас зареєстровано 100 нових випадків хвороби. На цей час було помітно, що саме в регіон Кхомас, зокрема у столиці країни Віндгуку, спостерігався найбільший спалах хвороби з найбільшою кількістю випадків та найбільшою кількістю смертей.
17 вересня Намібія переступила позначку в 10 тисяч випадків коронавірусної хвороби.

## Хронологія одужань

### До червня 2020 року
Сукупні показники за перші місяці епідемії не вважаються повторними інфікуваннями. На початку квітня 2020 року міністерство помилково оголосило про 3 випадки одужання, два з яких вважалися першими випадками. Міністерство пізніше заявило наступне: «Хоча двоє [румунів] позбулись усіх ознак та симптомів хвороби, вони ще не були вільними від вірусу за результатами своїх других тестів». Це зробило 2 одужання помилковими, і підтвердилось лише одне одужання. Румунська пара, в якої зареєстровано перші два випадки хвороби в країні, мала як позитивні, так і негативні результати тестувань протягом квітня і травня, і повністю одужала тільки на 79 днів після виявлення в них інфікування коронавірусом.
16 квітня повідомлено про чергове одужання.
18 квітня повідомлено про ще одне одужання.
23 квітня зареєстровано чергове одужання.
26 квітня зареєстровано чергове одужання.
7 травня ознаменувалося черговим одужанням. Цього дня розпочався період, коли протягом 44 днів не було зареєстровано нових випадків хвороби.
9 травня повідомлено про одужання випадку № 10. За повідомленням міністерства охорони здоров'я та соціальних служб, 10 травня повністю одужав також хворий № 9.
14 травня повністю одужав хворий № 13.
15 травня повідомлено про одужання хворого № 7.
20 травня, безпосередньо перед стрибком кількості випадків хвороби, анонсовано ймовірне одужання хворого № 1. Проте пізніше у хворого № 1 знову виявлено позитивний результат тестування.
1 червня повідомлено про остаточне одужання румунського подружжя. Кількість одужань зросла до 16, тобто усі інфіковані до стрибка випадків хвороби 20 травня одужали.

### Від червня 2020 року
Сукупні показники після цього періоду вважаються відсутністю повторного інфікування. До 10 червня було зареєстровано 17 одужань.
Одне нове одужання хворого № 28 зареєстровано 16 червня. Загалом до цього дня зареєстровано 18 одужань.
17 червня 2020 одужав хворий № 26, та був виписаний додому. Загальна кількість одужань зросла до 19.
22 червня 2020 року повідомлено про 2 нових одужання. Ними стали хворі № 23 і 25. Загальна кількість одужань зросла до 21.
26 червня повідомлено про ще одне нове одужання — хворого № 31. На цей день загальна кількість одужань зросла до 22.
28 червня зареєстровано 2 нових одужання. Одужали хворі № 22 та № 30. Хворий № 22, не зважаючи на те, що його стан був протягом тривалого часу важким, одужав. Загальна кількість одужань зросла до 24.
3 липня одужав ще один хворий, а саме хворий № 24.
12 липня повідомлено про 26-те одужання в країні. Одужав хворий № 17 з області Карас.
13 липня повідомлено про 2 нові одужання, зокрема хворих № 21 та 43.
14 липня одужав хворий № 38.
15 липня повідомлено про одужання хворих № 33 та 186.
17 липня повідомлено про чергове одужання, загальна кількість одужань зросла до 32, одужав хворий № 210.
19 липня міністерство охорони здоров'я повідомило про 3 нових одужання, одужали хворі № 130, 196 та 331.
20 липня зареєстровано 7 нових одужань (випадки № 89, 103, 143, 166, 169, 179 та 244).
21 липня повідомлено про 15 нових одужань.
22 липня повідомлено про 7 нових одужань, загальна кількість одужань зросла до 64.
23 липня зареєстровано 5 нових одужань.
24 липня повідомлено про 3 нових одужання.
26 липня зареєстровано ще 3 нових одужання, загальна кількість одужань зросла до 75.
27 липня зареєстровано 27 нових одужань. 28 липня зареєстровано ще 3 одужання, загальна кількість одужань зросла до 104.
30 липня зареєстровано ще 60 одужань.
Станом на 1 серпня загальна кількість одужань зросла до 171.
4 серпня загальна кількість одужань зросла до 211.
До 6 серпня кількість одужань суттєво зросла після впровадження нових карантинних протоколів.
Після того, як оголошені міністром охорони здоров'я зміни до протоколів карантину та ізоляції набрали чинності, кількість одужань різко зросла. Тиждень після 10 серпня приніс близько 1500 нових одужань. Станом на 14 серпня загальна кількість одужань становила 2342.
Кількість одужань продовжувала збільшуватися відповідно до нових протоколів карантину та ізоляції. Станом на 1 вересня 44 % підтверджених випадків одужали, що становило 3454 загальної кількості випадків.
Протягом періоду від 2 до 12 вересня 2020 року найбільше одужань зареєстровано в регіоні Кхомас — 1265. У регіоні Еронго зареєстровано 722 одужань, тоді як інші регіони мали менше 100 нових одужань.

## Хронологія смертей

### Липень 2020 року
10 липня, на 116 день після виявлення COVID-19 у Намібії, було повідомлено про першу смерть від коронавірусної хвороби. 5 липня 45-річний чоловік з Волфіш-Бей в регіон Еронго звернувся до медичного закладу зі скаргами на запаморочення, кашель та утруднення дихання. Його стан швидко погіршився, і він помер 8 липня. Після підтвердження позитивного результату тестування на COVID-19 про його смерть повідомлено 10 липня міністром охорони здоров'я та соціальних служб Калумбі Шангулою.
Друга смерть від COVID-19 у країні зареєстрована 14 липня. Цього дня помер хворий із низкою хронічних хвороб (зокрема з цукровим діабетом), і пізніше тестування підтвердило наявність у померлого COVID-19. Цей хворий був 44-річним чоловіком з Волфіш-Бей.
19 липня міністерство охорони здоров'я повідомило про одну нову смерть від коронавірусної хвороби. Померлим був 45-річний чоловік із хронічною хворобою, який помер у себе вдома. У понеділок, 13 липня, він не з'явився на роботу. Попереднього дня він скаржився на головний біль. Після того, як дзвінки до нього залишились без відповіді, про це повідомили в поліцію. Його тіло виявили вдома та перевезли до місцевого морга. Позитивний тест на COVID-19 підтвердив його можливу причину смерті.
20 липня зареєстровано чергову смерть, помер хворий у приватній лікарні у Волфіш-Бей.
21 липня повідомлено про 3 нових смерті, усі вони зареєстровані у Волфіш-Бей.
26 липня повідомлено про смерть, яка сталась 8 липня. Цей випадок, як і всі смерті до цього, зареєстровано у Волфіш-Бей, де на той час тривало масове місцеве інфікування. Померлим був 47-річний чоловік, який мав низку хронічних хвороб, та помер у приватній медичній установі.
Ще про одну смерть повідомлено 29 липня. 21 липня 44-річна жінка з хронічними хворобами потрапила до державної лікарні. Її стан погіршився, і вона померла 28 липня 2020 року.
Перша смерть у Віндгуку та області Кхомас зареєстрована 30 липня. Померлий став 41-річний чоловік з кількома хронічними хворобами, який потрапив до лікарні 27 липня, але через день помер.

### Серпень 2020
1 серпня зареєстровано чергову смерть від коронавірусної хвороби, помер 53-річний чоловік із Свакопмунда в регіоні Еронго. Як і у всіх попередніх 10 смертей від коронавірусної хвороби, у хворого була низка хронічних хвороб.
3 серпня повідомлено про нову смерть, помер хворий у центральній лікарні Віндгука. Він мав 49 років, та мав низку хронічних хвороб. Загальна кількість померлих цього дня досягла 12.
6 серпня повідомлено про 3 нові смерті — 2 у Свакопмунді та 1 у Волфіш-Бей. 2 хворих мали 70 років, а третьому хворому було 50 років, у 2 хворих були хронічні хвороби.
7 серпня повідомлено про смерть у столиці країни Віндгуку. Померлою стала 84-річна жінка з множинними супутніми хворобами.
Після повідомлення про близько 800 нових випадків протягом 5 днів, кількість смертей також почала різко зростати. Більшість смертей зареєстровано у Волфіш-Бей у хворих віком від 40 років і вище. У Свакопмунді і Віндгуку також зареєстровано кілька смертей. У 90 % нових смертей було наявні супутні хвороби, зокрема ВІЛ або цукровий діабет. Станом на 14 серпня загальна кількість смертей досягла 31.
У Віндгуку в середині серпня розпочалось різке зростання кількості смертей. 15 серпня було зареєстровано смерть у столиці, де на той час відбувалась масова місцева передача вірусу.
У серпні продовжувала зростати смертність у регіоні Кхомас, у той же час тенденція до зниження смертності помічена в регіоні Еронго.

### Вересень 2020 року
Станом на 2 вересня найбільша кількість смертей зареєстрована в регіоні Кхомас. У попередні тижні кожного дня реєструвалась щонайменше одна нова смерть. Загальна кількість смертей на цей день досягла 82.
3 вересня Кхомас став регіоном із найбільшою кількістю випадків COVID-19 та смертей від коронавірусної хвороби. Це сталось внаслідок того, що у столиці країни Віндгуку підтверджена масова місцева передача вірусу.
За період з 2 вересня по 12 вересня 2020 року у регіоні Кхомаса зареєстровано 7 смертей, а в регіоні Еронго зареєстровано лише 1 нова смерть. У регіоні Карас було зареєстровано ще 2 смерті. На цей час регіон Кхомас, зокрема столиця країни Віндгук, став регіоном країни з найбільшою кількістю випадків та найбільшою кількістю смертей.
13 вересня у країні було зареєстровано загалом 100 смертей від коронавірусної хвороби.

## Підготовка та заходи уряду

### Початкові заходи

#### Призупинення авіасполучення та надзвичайний стан
14 березня, коли були підтверджені перші випадки коронавірусної хвороби в країні, уряд призупинив авіасполучення з Катаром, Ефіопією та Німеччиною на 30 днів. Пізніше, 18 березня 2020 року, заборонено в'їзд будь-яким видом транспорту з країн, де зареєстровано велику кількість випадків хвороби (зокрема більшість країн Шенгенської угоди). Усі державні та приватні навчальні заклади були закриті на місяць, а масові громадські заходи заборонені. Це включало святкування 30-ї річниці незалежності Намібії, що мало відбутися 21 березня. Також були закриті бібліотеки, музеї та художні галереї.
17 березня президент країни запровадив у країні надзвичайний стан як правову основу для обмеження основних прав громадян, зокрема, вільного пересування та зборів, гарантованих конституцією країни. У країні заборонено громадські заходи за участю 50 і більше осіб.

#### Доступ до інформації та прикордонний контроль
15 березня 2020 року запроваджена гаряча телефонна лінія з питань щодо COVID-19 за номером 0800100100, яку підтримували міністерство охорони здоров'я та соціальних служб та центр контролю за хворобами Намібії. Гаряча лінія призначена для відповідей на запитання від громадян, надання допомоги особам, які звертаються до міністерства та повідомляють про ймовірні симптоми хвороби або випадки COVID-19. 18 березня уряд повідомив, що він буде розширювати своє спілкування з громадськістю за допомогою різних платформ, зокрема комунікаційний центр COVID-19, що підтримується національною телекомунікаційною корпорацією, щоб зменшити та спростувати дезінформацію, страх і паніку, яка особливо поширюється з соціальних мереж. Цей центр функціонував на повну потужність до середини квітня.
Уряд країни створив міжвідомчу групу реагування на надзвичайні ситуації, що сприяло посиленню нагляду за ситуацією з поширенням COVID-19 у країні, особливо на кордонах Намібії. Ця міжвідомча група працювала цілодобово та без вихідних.
Запроваджено обов'язковий медичний огляд на пунктах пропуску через кордон. Усі намібійці, які повертались із місцевості з високим ризиком інфікуванням коронавірусом, повинні були перебувати в обов'язковому карантині протягом 14 днів; усі витрати на перебування в карантині покривав уряд.

#### Школи та заклади вищої освіти
Згідно з нормами першого етапу карантину та оголошенням надзвичайного стану усі школи, центри дошкільної освіти та вищі навчальні заклади були закриті, їх відвідування було заборонено. Школи мали відкриватися поетапно, відповідно до покращення епідеміологічної ситуації та зменшення кількості хворих.

#### Військово-польовий госпіталь
У міжнародному аеропорту Осія Кутако розгорнутий військово-польовий госпіталь другого класу для госпіталізації осіб з підозрою на коронавірусну хворобу та як карантинний заклад. Також центральна державна лікарня відремонтувала свої пункти швидкої допомоги та палати реанімації, щоб забезпечити їх роботу в умовах епідемії COVID-19.

#### Тестування
На початку епідемії тестування на коронавірус у Намібії не проводилось, а зразки біоматеріалу відправлялися до ПАР, де й проводилось тестування, що спричиняло тривале очікування результатів тестування. Намібійський інститут патології розпочав проводити тестування у Віндгуку першим у країні в кінці березня 2020 року. Наприкінці квітня приватна лабораторія «PathCare» також розпочала проводити тестування на коронавірус. Наприкінці квітня у Намібії спостерігалась нестача реагентів, що сповільнило проведення тестувань. Тестування в приватній лабораторії «PathCare» було дорогим (близько 850 доларів США) порівняно з тестуванням у державній лабораторії, яке є безкоштовним для хворих. Станом на кінець квітня в країні було проведено 362 тести, 206 у Намібійському інституті патології, та 156 у південноафриканських лабораторіях.
1 липня міністерство охорони здоров'я повідомило, що існує значне відставання отримання результатів тестувань. Повідомлені на цей час результати датуються тестами, обробленими майже за тиждень до цього. Проте міністерство заявило, що воно працює над цим питанням спільно з Намібійським інститутом патології. На 1 липня в країні було проведено 9551 тестувань.

#### Пакет економічного стимулювання
Уряд Намібії вирішив виплачувати по 750 доларів США кожному, хто втратив дохід або потрапив у інші складні умови внаслідок локдауну. Понад 800 тисяч осіб подали заявку на отримання цієї виплати, з них 346 тисяч до кінця квітня отримали цю допомогу.

### Локдаун

#### Регіони Кхомас та Еронго
27 березня оголошено локдаун терміном на 21 день в регіонах Кхомас та Еронго відповідно до норм етапу 1. Локдаун запроваджено в регіонах, які фактично є серцем економіки Намібії.

#### Загальнонаціональний локдаун
14 квітня локдаун був продовжений до 4 травня. На той час він офіційно запроваджений у всіх регіонах, хоча розпорядження про перебування вдома вже запровадили по всій країні. Деякі умови локдауну було змінено, зокрема рибальство на той час віднесено до життєво необхідних видів діяльності, відкриті ринки, дозволено більшість видів торгівлі./ 5 травня 2020 Намібія перейшла на другий етап карантинних обмежень. 29 червня Намібія перейшла на четвертий етап карантинних обмежень, проте повернулася на третій етап 13 серпня на 16 днів.

#### Регіон Еронго
Місто Волфіш-Бей повернуто до першого етапу карантинних обмежень 28 травня, оскільки двоє інфікованих контактували з місцевими жителями. Решта країни перейшла на третій етап 2 червня 2020 року. 8 червня карантинні заходи у Волфіш-Бей поширено на весь регіон Еронго на 14 днів після небезпечного сплеску випадків у регіоні, що привело аж до встановлення повного локдауну. Локдаун тривав до 23 червня, після чого весь регіон перевели на третю стадію карантину. Волфіш-Бей, Свакопмунд і Арандіс продовжували залишатися закритими, поїздки до них дозволені лише в невідкладних випадках.

## Відновлення економіки

### Етапи карантинних обмежень
30 квітня 2020 року президент країни Хаге Гейнгоб оголосив про поступове відновлення економіки у кілька етапів. Кожен етап має тривати 28 днів — вдвічі більше інкубаційного періоду COVID-19.
22 червня президент Намібії повідомив про перехід усієї країни до п'ятого, найнижчого, етапу карантинних обмежень. Цей етап стає «новою нормою», яка триватиме до кінця надзвичайного стану.

### Повернення до звичайного життя
До закінчення локдауну була розроблена 4-етапна стратегія поступового зменшення обмежень:
- Локдаун — І етап.
- На II етапі більшості підприємств дозволяється відновити свою роботу, а людям дозволяється пересуватися. Особи старші 60 років та з хронічними захворюваннями повинні працювати вдома. У громадських місцях слід носити маску для обличчя, між людьми має дотримуватися соціальна дистанція. Зібрання за участю понад 10 осіб, контактні види спорту, бари та спортзали заборонені, алкогольні напої не продаються, а кордони країни залишаються закритими.
- Планувалось, що III етап запроваджується через 28 днів після II етапу, удвічі більше інкубаційного періоду коронавірусу. На цьому етапу дозволено відновити роботу шкіл та університетів, та поступово відкривати кордони. Будуть дозволені громадські заходи до 20 осіб.
- IV етап також запроваджується через 28 днів після III етапу, планується як повне повернення до допандемічних норм, за винятком великих зібрань. Кордони залишаються закритими, а протоколи охорони здоров'я зберігаються. Громадські заходи можна проводити за участі до 250 осіб.
- V етап — завершальний етап, коли більшість обмежень скасовуються або переглядаються. Цей етап повинен тривати доти, поки не з'явиться вакцина проти COVID-19.

Намібія перейшла до II етапу карантинних заходів 5 травня 2020 року. Місто Волфіш-Бей повернуто назад на І етап 28 травня, оскільки двоє інфікованих контактували з місцевими жителями. Решта країни перейшла на III етап 2 червня 2020 року. 8 червня карантинні обмеження у Волфіш-Бей запроваджені на всій території регіону Еронго на 14 днів.

### Освіта
Проведення занять безпосередньо в аудиторіях та класах було поступово відновлено протягом серпня, але згодом умови їх проведення змінилися внаслідок зміни епідеміологічної обстановки в країні. Міністерство освіти, мистецтв і культури Намібії на декількох етапах змінювало відновлення занять у приміщеннях учбових закладів переважно на вимогу профспілок студентів та викладачів. Навчальний рік для всіх учбових закладів було продовжено до 18 грудня 2020 року.

### Комендантська година та повернення до 3 етапу
12 серпня 2020 року президент Хаге Гейнгоб звернувся до нації на своїй медіаконференції з приводу епідемії COVID-19, та повідомив, що всі 14 регіонів повернуться до III етапу карантинних обмежень після підтвердження масової передачі вірусу всередині окремих громад. Президент повідомив, що комендантська година буде запроваджена в міських округах Віндгук (та прилеглих районах), Волфіш-Бей, Свакопмунд та Арандіс. Комендантська година буде діяти з 20:00 до 05:00 наступного ранку. Також, серед інших, запроваджені заходи для запобігання поширення коронавірусної інфекції:
- Ресторани можуть працювати лише на винос (обмеження на II етап).
- Нічні клуби, казино та ігрові будинки не мають права працювати.
- Проведено масове тестування у Віндгуку, де було підтверджено кластерну передачу у громаді.

28 серпня цей етап карантину було продовжено до 11 вересня. На той день комендантська година запроваджена на території всієї країни.

## Отримана допомога та міжнародна співпраця

### Допомога

#### Діагностичні набори
18 березня 2020 року міністр охорони здоров'я та соціальних служб країни Калумбі Шангула отримав пожертву з 1000 діагностичних наборів від посла Китаю Чжан Іміна. Це повинно було збільшити можливості тестування на COVID-19 у країні.
28 березня намібійський банк «Банк Віндгук» подарував країні 500 наборів для тестування на коронавірус разом із всіма необхілними реагентами.

#### Фінанси та електронна техніка
21 березня 2020 року міністерство охорони здоров'я Намібії отримало грошову пожертву від компанії «Rössing Uranium Limited» на боротьбу з поширенням COVID-19 в Намібії. Фахівець з питань надзвичайних ситуацій пані М. Кавезембі отримала від імені міністерства 200 тисяч доларів США.
Компанія «Old Mutual Namibia» передала міністерству охорони здоров'я електронну техніку на суму 998 тисяч доларів «для сприяння процесу швидкого виявлення випадків хвороби, відстеження контактів та покращення управління даними». Пожертва включала 35 ноутбуків та 37 планшетів.

#### Гуманітарна допомога
Індійська громада в Намібії за підтримки Високої комісії Індії у Віндгуку наприкінці квітня 2020 року передала гуманітарну допомогу з продовольчими пакетами та необхідними запасами для жителів Намібії, які найбільше постраждалих від карантинних заходів, спричинених пандемією COVID-19.

#### Засоби індивідуального захисту та інші медичні витратні матеріали
20 квітня Міністерство охорони здоров'я отримало маски для обличчя та інші засоби індивідуального захисту від директора Центрів з контролю та профілактики захворювань у США доктора Еріка Дзюбана. Цей подарунок призначався для персоналу, який працює в групі реагування на надзвичайні ситуації країни.
Компанія «Sanlam Namibia» через свого генерального директора Терціюса Стерса подарувала для медичних працівників країни маски для обличчя та мобільний фургон, який буде використовуватися для тестування та скринінгу на COVID-19.
Представник ВООЗ в Намібії Чарльз Саго-Мозес також подарував країні маски для обличчя та набори для тестування.
Туреччина подарувала Намібії низку медичних витратних матеріалів, зокрема хірургічні маски, маски № 95, а також медичні комбінезони. За словами міністерства охорони здоров'я, для міністерства було дуже важко забезпечити бажаний запас цих життєво необхідних матеріалів. Міністерство також заявило, що ця пожертва справді оцінена і допоможе подолати дефіцит медичних матеріалів.

### Міжнародна співпраця
Президент країни на своїй прес-конференції, яка відбулась 22 червня 2020 року, заявив, що він контактує з усіма сусідніми країнами щодо сприяння поступовому відкриттю кордонів.
2 червня 2020 року відбулася телефонна розмова президента Намібії з прем'єр-міністром Канади Джастіном Трюдо. Президент Намібії висловив вдячність Канаді за підтримку під час визвольної боротьби та принципові позиції, що призвели до реалізації резолюції Ради Безпеки ООН № 435. Президент також поділився занепокоєнням щодо показників поширеності COVID-19 у Намібії та відновленням економіки. Прем'єр-міністр Трюдо також пообіцяв підтримку президенту Ґейнґобу в питанні віднесенні Намібії до країн із середнім рівнем доходу, повідомивши, що з зміною клімату інші країни, зокрема країни Карибського басейну, також стикаються з проблемами класифікації країни за рівнем доходів до верхнього середнього рівня.

## Вплив на суспільство

### Дезінформація
На початку квітня 2020 року в соціальних мережах у країні з'явилися повідомлення про те, що 5G є безпосередньою причиною COVID-19. Єдиний намібійський мобільний оператор MTC спростував ці заяви, повідомивши, що в Намібії ще не встановлено 5G.

### Панічні покупки
У зв'язку з неоднозначною інформацією уряду, в останній тиждень березня в регіоні Еронго та окремих магазинах у Віндгуку спостерігалась коротка хвиля панічних покупок. Кілька магазинів підвищили ціни на гігієнічні засоби та фрукти для приватного пивоваріння. Ці випадки розслідувала Намібійська комісія з питань конкуренції.

### Рівень злочинності
У зв'язку із запровадженням локдауну значно знизився рівень злочинності, дорожньо-транспортних пригод та зґвалтувань. Лікарні повідомили про меншу кількість госпіталізацій через насильство, пов'язане з алкоголем, але цей показник повернулися до попереднього рівня у перший же день, коли заборона на продаж алкоголю була знову скасована.

### Освіта
Багато учнів висловили занепокоєння щодо пізнього відкриття шкіл. Сайт намібійської освіти Change.org отримав більше 2500 підписів прохання до міністерства освіти, мистецтв і культури щодо якнайшвидшого початку навчання в XI і XII класах шкіл країни. Після різкого збільшення кількості випадків хвороби в країні наприкінці липня, особливо в столиці, заняття в дошкільних закладах та у І—IX класах шкіл були припинені. Лише учням Х—XII класів дозволялося відвідувати очні заняття.